# 大膜盖蕨
大膜盖蕨（学名：Leucostegia immersa），为骨碎补科大膜盖蕨属下的一个植物种。